# جینولا (مینه‌سوتا)
جینولا، مینه‌سوتا (به انگلیسی: Genola, Minnesota) یک شهر در ایالات متحده آمریکا است که در شهرستان موریسون، مینه‌سوتا واقع شده‌است.

## خصوصیات
جینولا ۰٫۸۸ کیلومترمربع مساحت و ۷۵ نفر جمعیت دارد و ۳۵۴ متر بالاتر از سطح دریا واقع شده‌است.